# Armando Marques (tiro)
Armando Marques (Algés, 1 de Maio de 1937) é um atleta português de tiro, do Sporting Clube de Portugal, que recebeu uma medalha de prata na prova de fosso olímpico nos Jogos Olímpicos de Verão de 1976. Foi vencedor da Medalha Olímpica Nobre Guedes em 1974.